# Macrococculus
Macrococculus es un género con dos especies de plantas de flores perteneciente a la familia Menispermaceae. Nativo de Nueva Guinea.

## Especies seleccionadas
- Macrococculus pomiferus
- Macrococculus tympanopodus